# Niederkappel
Niederkappel är en ort och kommun i Österrike. Den ligger i distriktet Rohrbach i förbundslandet Oberösterreich, 190 kilometer väster om huvudstaden Wien. 
Kommunen består av 15 orter (Ortschaften) (inom parentes invånarantal 1 januari 2024):

- Amersdorf (58)
- Dorf (3)
- Grafenau (22)
- Haar (69)
- Kaindlsdorf (28)
- Klotzing (54)
- Lampersdorf (45)
- Niederbumberg (16)
- Niederkappel (333)
- Oberbumberg (43)
- Raiden (27)
- Rumersdorf (55)
- Römersdorf (34)
- Weikersdorf (66)
- Witzersdorf (135)